# Integrale di Fermi-Dirac completo
In matematica, l'integrale di Fermi–Dirac completo, intitolato a Enrico Fermi e Paul Dirac, per un indice j è definito da
{\displaystyle F_{j}(x)={\frac {1}{\Gamma (j+1)}}\int _{0}^{\infty }{\frac {t^{j}}{e^{t-x}+1}}\,dt,\qquad (j>-1)}
Questo è uguale a
{\displaystyle -\operatorname {Li} _{j+1}(-e^{x}),}
dove {\displaystyle \operatorname {Li} _{s}(z)} è il polilogaritmo.
La sua derivata è
{\displaystyle {\frac {dF_{j}(x)}{dx}}=F_{j-1}(x),}
e questa relazione è usata per definire l'integrale di Fermi-Dirac per indici non positivi j. Notazione diversa per {\displaystyle F_{j}} appare in letteratura, ad esempio alcuni autori omettono il fattore {\displaystyle 1/\Gamma (j+1)}. La definizione usata qui corrisponde a quella nel DLMF del NIST.

## Valori speciali
La forma chiusa della funzione esiste per j = 0:
{\displaystyle F_{0}(x)=\ln(1+\exp(x)).}